# 裘盛戎
裘盛戎（1915年8月25日—1971年10月5日），男，北京人，祖籍浙江绍兴，中国京劇表演艺术家，工淨行。

## 生平
1915年8月25日在中國北京出生。出身富連成科班盛字科，曾與楊小樓、梅蘭芳、尚小雲、程硯秋、荀慧生、周信芳、金少山等京劇表演藝術家合作。
中華人民共和國成立后，出任北京市京劇二團團長。北京市京劇一團、北京市京劇二團、北京市京劇三團合併成北京京劇團（北京京劇院的前身）后，與馬連良、譚富英、張君秋、趙燕俠、馬富祿等京劇表演藝術家合作排演了許多新編古裝京劇和現代京劇（京劇現代戲）。
文化大革命期間，受到迫害，1971年離世。

## 作品
《群英會》（飾黃蓋）和《秦香蓮》（飾包拯）2部彩色京劇電影紀錄保存了他的舞台藝術。
他參演的新編古裝京劇除《秦香蓮》和《赤壁之戰》外，還有《赤桑镇》（飾包拯）、《除三害》（飾周處）、《趙氏孤兒》（飾魏絳，李慕良唱腔設計）、《舍命全交》（飾羊角哀）、《官渡之戰》（飾曹操）、《海瑞罷官》（飾徐階）、《林則徐》（飾林則徐）等，現代京劇有《雪花飄》（飾陳大爺，汪曾祺編劇）、《杜鹃山》（飾烏豆，1964年，李慕良唱腔設計，徐兰沅音樂指導）、《海港》（飾高志揚，唐在炘操琴、音樂設計，1968年）、《南方來信》（飾陳老四，越戰題材）等。
他的琴師是汪本貞，鼓師是張繼武，張退休后改譚世秀。

## 家族
父裘桂仙工淨行，同時善長京劇胡琴（京胡）藝術。
子裘少戎。孙裘继戎。